# Seymour (Illinois)
Seymour es un lugar designado por el censo ubicado en el condado de Champaign en el estado estadounidense de Illinois. En el Censo de 2010 tenía una población de 303 habitantes y una densidad poblacional de 1.299,88 personas por km².

## Geografía
Seymour se encuentra ubicado en las coordenadas 40°6′24″N 88°25′38″O / 40.10667, -88.42722. Según la Oficina del Censo de los Estados Unidos, Seymour tiene una superficie total de 0.23 km², de la cual 0.23 km² corresponden a tierra firme y (0%) 0 km² es agua.

## Demografía
Según el censo de 2010, había 303 personas residiendo en Seymour. La densidad de población era de 1.299,88 hab./km². De los 303 habitantes, Seymour estaba compuesto por el 94.72% blancos, el 2.31% eran afroamericanos, el 0.66% eran amerindios, el 0.33% eran asiáticos, el 0% eran isleños del Pacífico, el 0.66% eran de otras razas y el 1.32% pertenecían a dos o más razas. Del total de la población el 1.65% eran hispanos o latinos de cualquier raza.